# Vallon-sur-Gée
Vallon-sur-Gée är en kommun i departementet Sarthe i regionen Pays de la Loire i nordvästra Frankrike. Kommunen ligger i kantonen Loué som tillhör arrondissementet La Flèche. År 2022 hade Vallon-sur-Gée 778 invånare.

## Befolkningsutveckling
Antalet invånare i kommunen Vallon-sur-Gée
| Referens: INSEE |